# Tomáš Verner

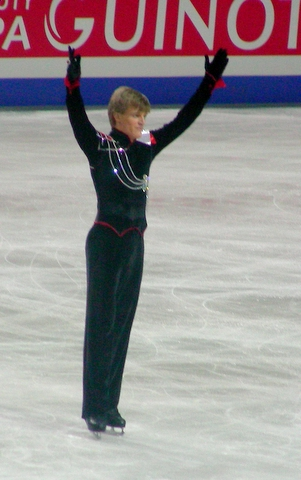
Tomáš Verner

Tomáš Verner (uitspraakⓘ) (Písek, 3 juni 1986) is een Tsjechisch kunstschaatser.
Verner is actief als solist en zijn huidige trainers zijn Michael Huth en Vlasta Kopřivová, voorheen trainde hij onder meer bij Robert Emerson en Iveta Bidarová.

## Kampioenschappen
Nationaal heeft hij tot nu toe tien titels bij de senioren behaald. Aan de Europese kampioenschappen nam hij elf keer deel. Op het EK van 2007 behaalde hij zijn eerste kampioenschapsmedaille, hij werd tweede. Op het EK van 2008 verbeterde hij deze prestatie door Europees kampioen te worden. Hij trad hiermee in de voetsporen van zijn (Tsjechoslowaakse) landgenoten Karol Divín (1958, 1959), Ondrej Nepela (1969-1973), Jozef Sabovčík (1985, 1986) en Petr Barna (1992). Op het EK van 2011 behaalde hij zijn derde medaille, hij won brons. Aan de wereldkampioenschappen nam hij twaalf keer deel. Op de WK's van 2007 en 2009 behaalde hij met de vierde plaats zijn beste eindklasseringen.
Bij zijn drie deelnames aan de Olympische Winterspelen eindigde hij respectievelijk als 18e in 2006, 19e in 2010 en 11e in 2014.

## Persoonlijke records
| records             | punten | datum      | toernooi    |
| ------------------- | ------ | ---------- | ----------- |
| Hoogste totaalscore | 232.99 | 14-02-2014 | OS          |
| Hoogste korte kür   | 089.08 | 26-03-2014 | WK          |
| Hoogste vrije kür   | 156.21 | 20-11-2010 | Rusland Cup |

## Belangrijke resultaten
| Kampioenschap           | 99/00 | 00/01  | 01/02 | 02/03 | 03/04 | 04/05 | 05/06 | 06/07  | 07/08 | 08/09 | 09/10  | 10/11 | 11/12 | 12/13 | 13/14 |
| ----------------------- | ----- | ------ | ----- | ----- | ----- | ----- | ----- | ------ | ----- | ----- | ------ | ----- | ----- | ----- | ----- |
| Olympische Spelen       |       |        |       |       |       |       | 18e   |        |       |       | 19e    |       |       |       | 11e   |
| Wereldkampioenschap     |       |        | 26e   | 22e   | 19e   | 16e   | 13e   | 04e    | 15e   | 04e   |        | 12e   | 16e   | 21e   | 10e   |
| Europees kampioenschap  |       |        | 14e   |       | 10e   |       | 10e   | Zilver | Goud  | 06e   | 10e    | Brons | 05e   | 11e   | 07e   |
| Nationaal kampioenschap |       | Zilver | Goud  | Goud  | Goud  |       | Goud  | Goud   | Goud  |       | Zilver | Goud  | Goud  | Goud  | Goud  |
| WK Junioren             |       | 17e    |       |       | 14e   |       |       |        |       |       |        |       |       |       |       |
| NK junioren             | *     |        |       |       |       |       |       |        |       |       |        |       |       |       |       |

- Nationale Bibliotheek van Tsjechië: js20070608007
- Virtual International Authority File: 84262857